# Aubrey Plaza
Aubrey Christina Plaza (Wilmington, Delaware, SAD, 26. lipnja 1984.), američka filmska i kazališna glumica i komičarka. Glumila je ulogu April Ludgate u sitcomu Parks and Recreation. Nakon što je odigrala nekoliko sporednih uloga u filmovima, glavnu je ulogu prvi put dobila u komediji iz 2012. Safety Not Guaranteed. Istakla se u komičnim ulogama bezizraznog humora.
Završila je Tisch School of the Arts. Aktivna je od 2004. godine. 
Karijeru je započela stažiranjem. Poslije izvedaba u improvizacijskom kazalištu i skeč komedijama u kazalištu i učilištu Upright Citizens Brigade Theatre, pojavila se u web seriji The Jeannie Tate Show. Poslije se pojavila u filmovima kao Funny People i Scott Pilgrim vs. the World.

## Vanjske povzenice
- IMDB
- Webstranice